# Lepanthes monitor
Lepanthes monitor är en orkidéart som beskrevs av Carlyle August Luer. Lepanthes monitor ingår i släktet Lepanthes och familjen orkidéer. Inga underarter finns listade i Catalogue of Life.